# Fort Śliwického
Fort Śliwického (polsky Fort Śliwickiego, oficiálně Fort Jasińskiego) je jeden z fortů varšavské citadely, přináležící k vnitřnímu prstenci opevnění varšavské pevnosti. Byl postaven mezi léty 1835–1838.

## Historie
Projektové práce na fortu začaly v roce 1833, a samotná cihlovo-hliněná pevnost byla vybudována o šest let později. Opevnění bylo postaveno na obrysu rovnoramenného trojúhelníku o dvou stranách dlouhých přibližně 100 m a delší straně rovnoběžnou s řekou Vislou. Bylo obehnáno vodním příkopem s kontreskarpou, jenž byl před hlavní částí fortu bráněn centrálně umístěnou kaponiérou. V čele pevnosti byla postavena půlkruhová dělová baterie, další dvě byly na obou koncích ramen příkopu. V objektu se nacházela kasárna, která mohla pojmout až 700 vojáků. Před pevnůstkou se rozkládala esplanáda, tj. prázdná plocha se zákazem výstavby. Nepotvrzená informace uvádí, že měl fort s varšavskou citadelou spojovat tajný tunel.
Fort byl pojmenován podle poručíka Juliana Śliwického, který bojoval na ruské straně během listopadového povstání; jeho ostatky byly pohřbeny v areálu pevnosti 6. prosince 1935.
V roce 1921 pak byla pevnost oficiálně přejmenována po generálu Jakubu Jasińském, který na polské straně bojoval během Kościuszkova povstání.
Pevnost přežila v dobrém stavu až do druhé poloviny 20. století. V období PLR zde byly umístěny kasárna ZOMO (Zmotoryzowane Odwody Milicji Obywatelskiej), polských komunistických milicí. V letech 1976–1977 byla jednotkami ZOMO z vlastní vůle renovována dochovaná jižní dělostřelecká baterie. Po ZOMO objekt převzala polská jízdní policie, která zde ustájila své koně.

### Po roce 2000
V roce 2001 byly v těsné blízkosti i v části samotného fortu postaveny bytové domy pro policisty. Přestože některé jednotlivé objekty pevnůstky zůstaly zachovány, byly na stavbách provedeny úpravy neslučující se se zásadami památkové péče, což zapříčinilo nevratné narušení původního vzhledu fortu.